# Бенавила
Бенавила (порт.  Benavila) — фрегезия (район) в муниципалитете Авиш округа Порталегре в Португалии. Территория — 66,59 км². Население — 1 017 жителей. Плотность населения — 15,3 чел/ум².